# 치유의 바퀴

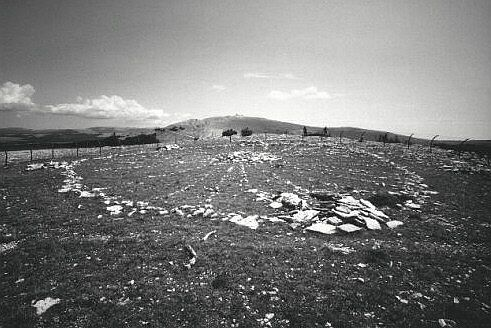

치유의 바퀴(medicine wheel)는 북미 원주민들이 만든 일종의 석조 기념물이다. 특히 대평원 원주민들이 이것을 많이 만들었다. 돌을 모아 동심원을 만들고, 중심에서 밖으로 뻗어나가는 방사상의 바큇살을 만드는 식으로 만들어진다.

## 같이 보기
- 고천문학
- 암면 미술